# Dzielnica I Stare Miasto

Lage des Stadtbezirks Stare Miasto in Krakau

Dzielnica I Stare Miasto (deutsch Stadtbezirk 1 Altstadt) ist der zentrale Stadtbezirk von Krakau in Polen, dieser umfasst eine Fläche von 5,57 km² und zählt 30.609 Einwohner mit einer Bevölkerungsdichte von 5498 Einwohnern/km² (Stand: 31. Dezember 2019). Während Teile des Bezirks zum UNESCO-Welterbe gehören, umfasst die Neustadt einen der modernsten Stadtteile Krakaus.

## Gliederung
- Kazimierz
- Kleparz
- Nowe Miasto (Neustadt)
- Nowy Świat (Neue Welt)
- Piasek
- Stare Miasto (Altstadt mit Okół)
- Stradom
- Warszawskie
- Wawel

## Welterbe der UNESCO
Zum UNESCO-Welterbe „Historisches Zentrum von Krakau“ gehören die eigentliche Altstadt und der Burgberg Wawel, Kazimierz und Stradom.